# Stoned and Dethroned
Stoned and Dethroned — п'ятий студійний альбом шотландської групи The Jesus and Mary Chain, який був випущений 15 серпня 1994 року.

## Композиції
1. Dirty Water — 3:08
2. Bullet Lovers — 3:39
3. Sometimes Always — 2:32
4. Come On — 2:13
5. Between Us — 2:59
6. Hole — 2:15
7. Never Saw It Coming — 3:32
8. She — 3:08
9. Wish I Could — 2:42
10. Save Me — 2:43
11. Till It Shines — 3:17
12. God Help Me — 2:47
13. Girlfriend — 3:16
14. Everybody I Know — 2:13
15. You've Been a Friend — 3:37
16. These Days — 2:31
17. Feeling Lucky — 2:18